# Charles-Prosper Dieu
Charles-Prosper Dieu (Parigi, 17 febbraio 1813 – 8 aprile 1860) è stato un generale francese.

## Biografia

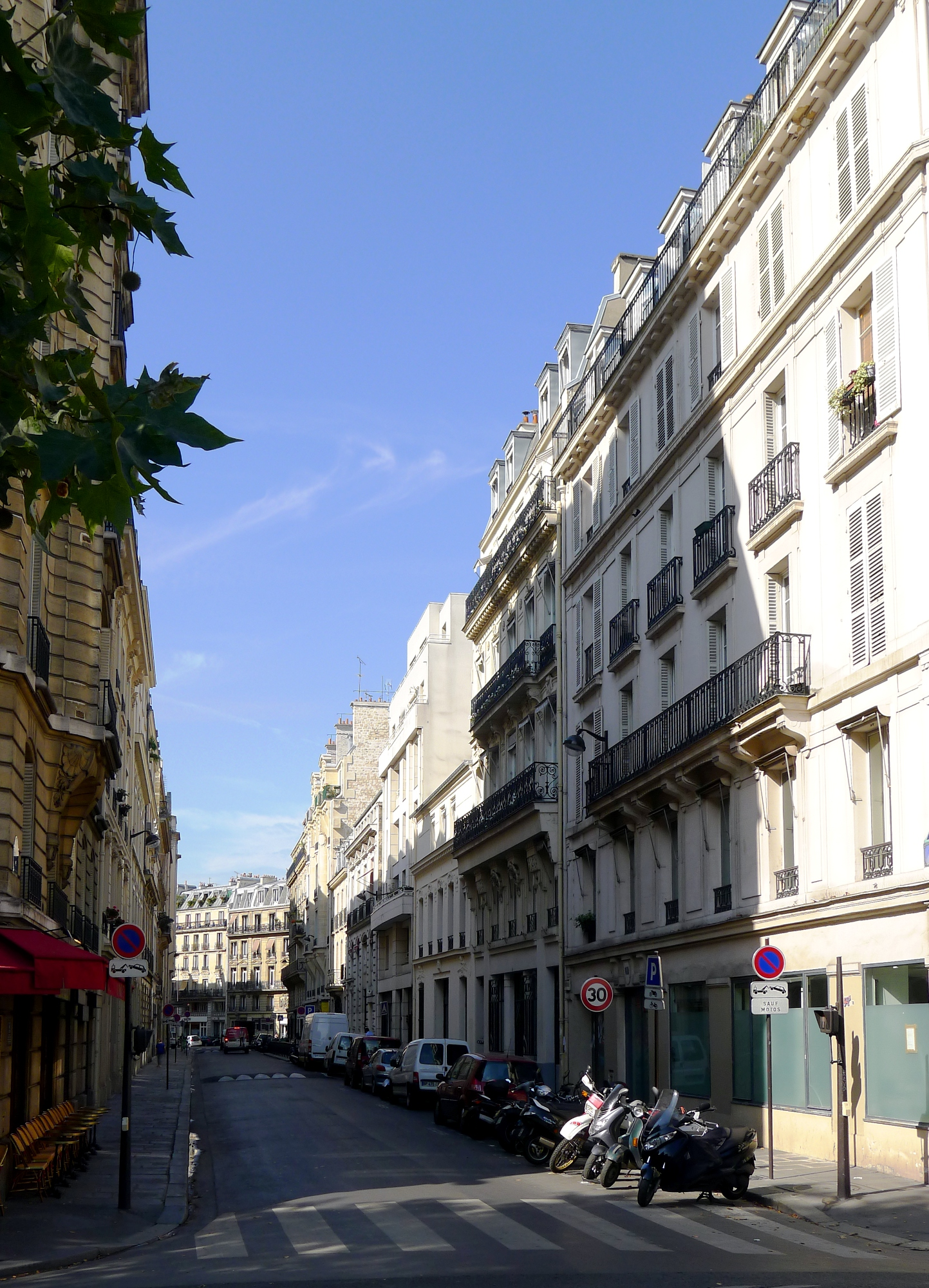
Rue Dieu a Parigi

Il generale Dieu era nato il 17 febbraio 1813 a Parigi. Lasciò Saint-Cyr nel 1831. Fu promosso al grado di tenente di stato maggiore nel 1834. Prestò poi servizio in Africa. Fu nominato aiutante di campo del maresciallo Achille Baraguey d'Hilliers, che seguì in Oriente.
Il 18 gennaio 1840 fu nominato capitano. Lavorò come topografo presso la divisione di Costantina. Dal dicembre 1852 al settembre 1853 fu tenente colonnello, comandante senior di Béjaïa in Algeria.
Nel 1853 fu assegnato al generale in capo dell'esercito ottomano, Omar Pascià. Durante il primo periodo della guerra d'Oriente, partecipò alla resistenza che i Turchi opposero all'esercito russo sul Danubio e nei Balcani.
Il 12 giugno 1856 fu nominato Commendatore della Legion d'Onore.
Dal 1857 al 1859 fu colonnello e comandò la suddivisione di Orléansville.
Nel 1859 comandò la brigata del 1º Corpo d'armata francese in Italia. Fu ferito all'inizio della battaglia di Solferino. Morì per le ferite riportate nove mesi dopo, l'8 aprile 1860.
Il 14 aprile 1860, il giornale L'Illustration titolava: “Dio, ancora giovane al momento della sua morte…”.
Nel 1867 gli venne intitolata una nuova strada aperta a Parigi, Rue Dieu.
È sepolto nel cimitero di Cachan, ma la targa che riportava il suo nome e il suo nome è scomparsa dalla sua tomba.